# Каламайли
Каламайли, или Каламайли-шань (от каз. қара тау — чёрная гора, кит. упр. 卡拉麦里山有蹄类自然保护区, пиньинь Xīnjiāng Kǎlāmàilǐ Shān Zìrán Bǎohù Qū) — охраняемый ландшафт (заповедник) в Синьцзян-Уйгурском автономном районе Китая.
Целью деятельности заповедника является сохранение дикой природы и естественной растительности засушливых степных экосистем. Как один из крупнейших заповедников в Китае, общей площадью 17 330,0 км2 — он простирается от реки Урунгу на севере, занимает центральную часть Джунгарской впадины и доходит до северной части Тянь-Шаня на юге.

## Природа

### Фауна
В Каламайли водится много имеющих важное значение для засушливых степей видов животных, таких как: кулан-джигетай (Equus hemionus hemionus), джейран (Gazella subgutturosa), волк (Canis lupus), обыкновенная лисица (Vulpes vulpes). Очень редко в заповеднике наблюдаются архар (Ovis ammon) и двугорбый верблюд (Camelus bactrianus).
С 2001 года проводится реинтродукция лошади Пржевальского (Equus ferus przewalskii), к концу 2010 года её популяция, в основном распространённая в центре заповедника, стабилизировалась и достигла 70 особей.

### Флора
В Каламайли произрастают преимущественно ксерофитные растения, имеющие важное значение для питания животных. Например в рационе кулана, ведущую роль играют следующие растения: разные виды Астрагала (Astragalus), Ежовника (Anabasis), Гребенщика (Tamarix), Полыни (Artemisia), а также Ковыль кавказский (Stipa caucasica), Реомюрия джунгарская (Reaumuria soongarica), Саксаул зайсанский (Haloxylon ammodendron) и Терескен обыкновенный (Krascheninnikovia ceratoides).

## Природопользование
Традиционно территория заповедника используется казахскими кочевыми скотоводами в качестве зимних пастбищ, преимущественно для разведения овец, верблюдов и лошадей.